# Julien Gorius
Julien Gorius (Metz, 17 maart 1985) is een voormalig Franse voetballer. Hij speelde als middenvelder.
Gorius is een centrale middenvelder. Hij staat bekend om zijn inzet en grote actieradius. De Fransman beschikt bovendien over een uitstekende traptechniek en scoort regelmatig van op de stip of via een vrije trap. Hij werd opgeleid in Frankrijk, maar brak in België door bij FC Brussels. Nadien voetbalde hij vier seizoenen voor KV Mechelen, waar hij in 2011 ook aanvoerder werd.

## Carrière

### FC Metz
Julien Gorius doorliep de volledige jeugdopleiding van FC Metz. De jonge middenvelder kon bij de Franse club nooit doorbreken en verhuisde daarom in 2005 naar België.

### FC Brussels
Zijn landgenoot Albert Cartier haalde hem naar eersteklasser FC Brussels, waar hij gezien werd als de vervanger van Bjørn Helge Riise. Gorius werd in de hoofdstad onmiddellijk een vaste waarde. In het seizoen 2007/08 werd Cartier aan de deur gezet en degradeerde Brussels naar tweede klasse.

### KV Mechelen
Gorius zakte niet mee en stapte over naar KV Mechelen. Hij ging er op het middenveld de concurrentie aan met Koen Persoons, Maxime Biset, Antun Dunković en Wouter Vrancken. In zijn eerste seizoen bereikte hij met Malinwa meteen de bekerfinale. De Fransman speelde de volledige wedstrijd. Mechelen verloor de finale met 0-2 van KRC Genk.
Gorius groeide in geen tijd uit tot een sterkhouder bij KV Mechelen. In zowel 2009 als 2011 werd hij door de supporters van Malinwa verkozen tot meest verdienstelijke speler. Tijdens de winterstop van het seizoen 2010/11 toonde het Turkse Gençlerbirliği SK interesse in Gorius. In tegenstelling tot ploeggenoot Joachim Mununga trok Gorius niet naar Turkije. Hij tekende bij tot 2014 en nam de aanvoerdersband van Mununga over. Na afloop van het seizoen probeerde Standard Luik hem in te lijven, maar de Fransman legde de aanbieding naast zich neer.

### KRC Genk
In het seizoen 2011/12 probeerde KRC Genk hem aan te trekken. Gorius was geïnteresseerd in een nieuw avontuur, maar KV Mechelen vroeg volgens de Limburgers een te hoge transferprijs. Toen vervolgens bekend raakte dat Dániel Tőzsér bij Genk zou vertrekken, kwam Gorius opnieuw in beeld bij de Limburgse club. Uiteindelijk kwamen Genk en Mechelen op 1 mei 2012 tot een akkoord. De Fransman tekende een contract voor vier seizoenen, met een optie op een extra jaar.
Op 9 mei 2013 veroverde Gorius zijn eerste prijs met Genk. De Limburgse club won de beker van België na een zege tegen Cercle Brugge. De Franse middenvelder mocht in de toegevoegde tijd invallen voor doelpuntenmaker en aanvoerder Jelle Vossen.

### Changchung  Yatai
Na een periode waarin hij amper speelde kreeg hij een aanbod van Changchun Yatai uit de Chinese Football Association Super League. Daar speelde hij 25 juni 2016 zijn laatste wedstrijd. 

### OH Leuven
Voor het seizoen 2017-2018 tekende hij bij Oud-Heverlee Leuven dat toen in de Eerste klasse B (voetbal België) speelde. hier eindigde hij ook zijn carrière op 1 juli 2019.

### na profcarrière
Na zijn profcarrière werd hij eerst sportief manager van RWDM Brussels FC. Daar bleef hij voor 2,5 jaar tot hij in onenigheid geraakte met de Amerikaanse eigenaar van de ploeg. Op 25 mei 2023 werd hij voorgesteld als de nieuwe sportief directeur van FCV Dender EH.

## Statistieken
| Seizoen         | Club                | Competitie         | Competitie | Competitie | Play-offs | Play-offs | Beker | Beker | Europa | Europa | Totaal | Totaal |
| Seizoen         | Club                | Competitie         | Wed.       | Dlp.       | Wed.      | Dlp.      | Wed.  | Dlp.  | Wed.   | Dlp.   | Wed.   | Dlp.   |
| --------------- | ------------------- | ------------------ | ---------- | ---------- | --------- | --------- | ----- | ----- | ------ | ------ | ------ | ------ |
| 2003/04         | FC Metz             | Ligue 1            | 1          | 0          | nvt       | nvt       | 0     | 0     | nvt    | nvt    | 1      | 0      |
| 2004/05         | FC Metz             | Ligue 1            | 1          | 0          | nvt       | nvt       | 0     | 0     | nvt    | nvt    | 1      | 0      |
| 2005/06         | FC Brussels         | Jupiler Pro League | 30         | 1          | nvt       | nvt       | ?     | ?     | nvt    | nvt    | 30     | 1      |
| 2006/07         | FC Brussels         | Jupiler Pro League | 32         | 7          | nvt       | nvt       | 1     | 1     | nvt    | nvt    | 33     | 8      |
| 2007/08         | FC Brussels         | Jupiler Pro League | 30         | 7          | nvt       | nvt       | 1     | 0     | nvt    | nvt    | 31     | 7      |
| 2008/09         | KV Mechelen         | Jupiler Pro League | 28         | 4          | nvt       | nvt       | 5     | 0     | nvt    | nvt    | 33     | 4      |
| 2009/10         | KV Mechelen         | Jupiler Pro League | 28         | 8          | 4         | 3         | 6     | 2     | nvt    | nvt    | 38     | 13     |
| 2010/11         | KV Mechelen         | Jupiler Pro League | 29         | 10         | 6         | 3         | 3     | 3     | nvt    | nvt    | 38     | 16     |
| 2011/12         | KV Mechelen         | Jupiler Pro League | 34         | 15         | 6         | 2         | 1     | 0     | nvt    | nvt    | 41     | 17     |
| 2012/13         | KRC Genk            | Jupiler Pro League | 29         | 6          | 6         | 1         | 4     | 2     | 11     | 0      | 50     | 9      |
| 2013/14         | KRC Genk            | Jupiler Pro League | 25         | 9          | 10        | 0         | 3     | 0     | 7      | 3      | 42     | 11     |
| 2014/15         | KRC Genk            | Jupiler Pro League | 23         | 1          | 7         | 1         | 1     | 0     | nvt    | nvt    | 31     | 2      |
| 2015/16         | KRC Genk            | Jupiler Pro League | 11         | 2          | 0         | 0         | 2     | 0     | nvt    | nvt    | 13     | 2      |
| 2015/16         | Changchun Yatai     | Super League       | 12         | 1          | nvt       | nvt       | 0     | 0     | nvt    | nvt    | 12     | 1      |
| 2017/18         | Oud-Heverlee Leuven | Eerste klasse B    | 12         | 1          | 9         | 3         | 0     | 0     | nvt    | nvt    | 21     | 4      |
| 2018/19         | Oud-Heverlee Leuven | Eerste klasse B    | 20         | 1          | 0         | 0         | 1     | 0     | nvt    | nvt    | 21     | 1      |
| Carrière totaal | Carrière totaal     | Carrière totaal    | 341        | 71         | 49        | 13        | 27    | 8     | 18     | 3      | 436    | 96     |

Bron: sport.be - sporza.be

## Palmares
| Nationaal        |    |      |
| Beker van België | 1x | 2013 |